# Sarratea
Sarratea är en udde i Antarktis. Den ligger i Sydshetlandsöarna. Argentina, Chile och Storbritannien gör anspråk på området.
Terrängen inåt land är platt åt nordost, men söderut är den kuperad. Havet är nära Sarratea norrut. Trakten är glest befolkad. Närmaste befolkade plats är Escudero Station, 4,1 kilometer nordost om Sarratea. 